# 역세권
역세권(驛勢圈)은 역으로 인하여 그 세력이 미치는 권역이다. 철도역과 지하철역을 중심으로 경제적 · 상업적 영향력이 미치는 세력 범위이며, 역을 중심으로 토지 이용의 관점에서 설정한다.

## 대한민국의 역세권 사업
| 역 이름             | 역세권 이름              | 소재지                       | 비고 |
| ------------------- | ------------------------ | ---------------------------- | ---- |
| 서울역              | 서울역북부역세권개발사업 | 서울특별시 용산구            |      |
| 용산역              | 용산국제업무지구         | 서울특별시 용산구            |      |
| 디지털미디어시티역  | 수색역세권개발사업       | 서울특별시 마포구            |      |
| 오송역              | 오송생명과학단지         | 충청북도 청주시              |      |
| 광명역              | 광명역세권개발사업       | 경기도 광명시                |      |
| 수서역              | 수서역세권개발사업       | 서울특별시 강남구            |      |
| 천안아산역          | 아산신도시               | 충청남도 천안시 · 아산시     |      |
| 기흥역              | 기흥역세권개발사업       | 경기도 용인시 기흥구         |      |
| 울산역              | 울산역세권개발사업       | 울산광역시 울주군 언양읍     |      |
| 경주역              | 신경주역세권개발사업     | 경상북도 경주시 건천읍       |      |
| 초지역              | 초지역세권개발사업       | 경기도 안산시 단원구         |      |
| 진주역              | 진주역세권개발사업       | 경상남도 진주시 가좌동       |      |
| 포항역              | 포항역세권개발사업       | 경상북도 포항시 북구 흥해읍  |      |
| 서대구역            | 서대구역세권개발사업     | 대구광역시 서구              |      |
| 동대구역            | 동대구복합환승센터       | 대구광역시 동구              |      |
| 에코델타시티역      | 에코델타시티             | 부산광역시 강서구            |      |
| 양정역              | 양정역세권개발사업       | 부산광역시 동래구            |      |
| 인천역              | 인천역세권개발사업       | 인천광역시 중구              |      |
| 대전역              | 대전역세권개발사업       | 대전광역시 동구              |      |
| 남원주역            | 남원주역세권개발사업     | 강원특별자치도 원주시 무실동 |      |
| 공주역              | 공주역세권개발사업       | 충청남도 공주시 이인면       |      |
| 삼동역              | 삼동역세권개발사업       | 경기도 광주시                |      |
| 경기광주역          | 경기광주역세권개발사업   | 경기도 광주시                |      |
| 초월역              | 초월역세권개발사업       | 경기도 광주시 초월읍         |      |
| 익산역              | 익산역세권개발사업       | 전북특별자치도 익산시        |      |
| 풍무역              | 풍무역세권개발사업       | 경기도 김포시                |      |
| 창원중앙역          | 창원중앙역세권개발사업   | 경상남도 창원시 의창구       |      |
| 흑석역              | 흑석뉴타운               | 서울특별시 동작구            |      |
| 나원역              | 현곡도시계획지구         | 경상북도 경주시 현곡면       |      |
| 왕길역 · 검단오류역 | 메트로파크씨티           | 인천광역시 서구              |      |
| 군산역              | 군산역세권개발사업       | 전북특별자치도 군산시        |      |
| 전주역              | 전주역세권개발사업       | 전북특별자치도 전주시 덕진구 |      |
| 임당역              | 임당역세권개발사업       | 경상북도 경산시              |      |

## 같이 보기
- 신도시
- 중심 업무 지구